# Schlerntunnel
Der Schlerntunnel oder Schlern-Tunnel (italienisch Galleria Sciliar) ist ein Eisenbahntunnel der Brennerbahn in Südtirol (Italien). Mit einer Länge von 13 316 Metern ist er der längste Tunnel der Brennerbahn.

## Eckdaten
Der Tunnel unterquert das Schlerngebiet. Sein Nordportal befindet sich in Waidbruck und sein Südportal in Blumau. Der Tunnel wurde im Rahmen des Ausbaus der Brennerbahn errichtet und ist seit 1994 in Betrieb. Durch den Bau dieses und dreier weiterer Tunnels konnten zwischen Verona und dem Brenner mehrere steinschlaggefährdete und bogenreiche Streckenabschnitte im Eisacktal ersetzt und die Strecke für Huckepack- und Rollende-Landstraße-Züge mit großem Lichtraumprofil befahrbar gemacht werden.

## Ausstattung
Die Röhre des Tunnels ist zweigleisig angelegt, die Gleise sind als Feste Fahrbahn ausgeführt. In Tunnelmitte und in der Nähe des Südportals bei Blumau befinden sich zwei Überleitstellen. Der Tunnel war schon bei seiner Eröffnung als eines der ersten Teilstücke der italienischen Brennerbahn mit dem Zugbeeinflussungssystem BACC/RS mit Führerstandssignalisierung ausgestattet, die zulässige Höchstgeschwindigkeit im Tunnel beträgt 180 km/h. Eine Fahrt durch den Tunnel bei üblicher Geschwindigkeit dauert fast sieben Minuten; durch den Tunnel wurde die Fahrzeit von Regionalzügen zwischen Bozen und Waidbruck auf etwa 15 Minuten halbiert, da dadurch auch die Haltestelle in Atzwang aufgelassen wurde. Die alte Strecke wird großteils für die Radroute 1 „Brenner–Salurn“ genutzt.